# Borda de Joanot (Benés)
La Borda de Joanot és una antiga borda del terme municipal de Sarroca de Bellera, del Pallars Jussà, dins de l'antic terme ribagorçà de Benés. Està situada al sud del poble del Mesull, a la dreta del riu de Manyanet, al sud del Tossal de la Paga.